# Marie Vetserová

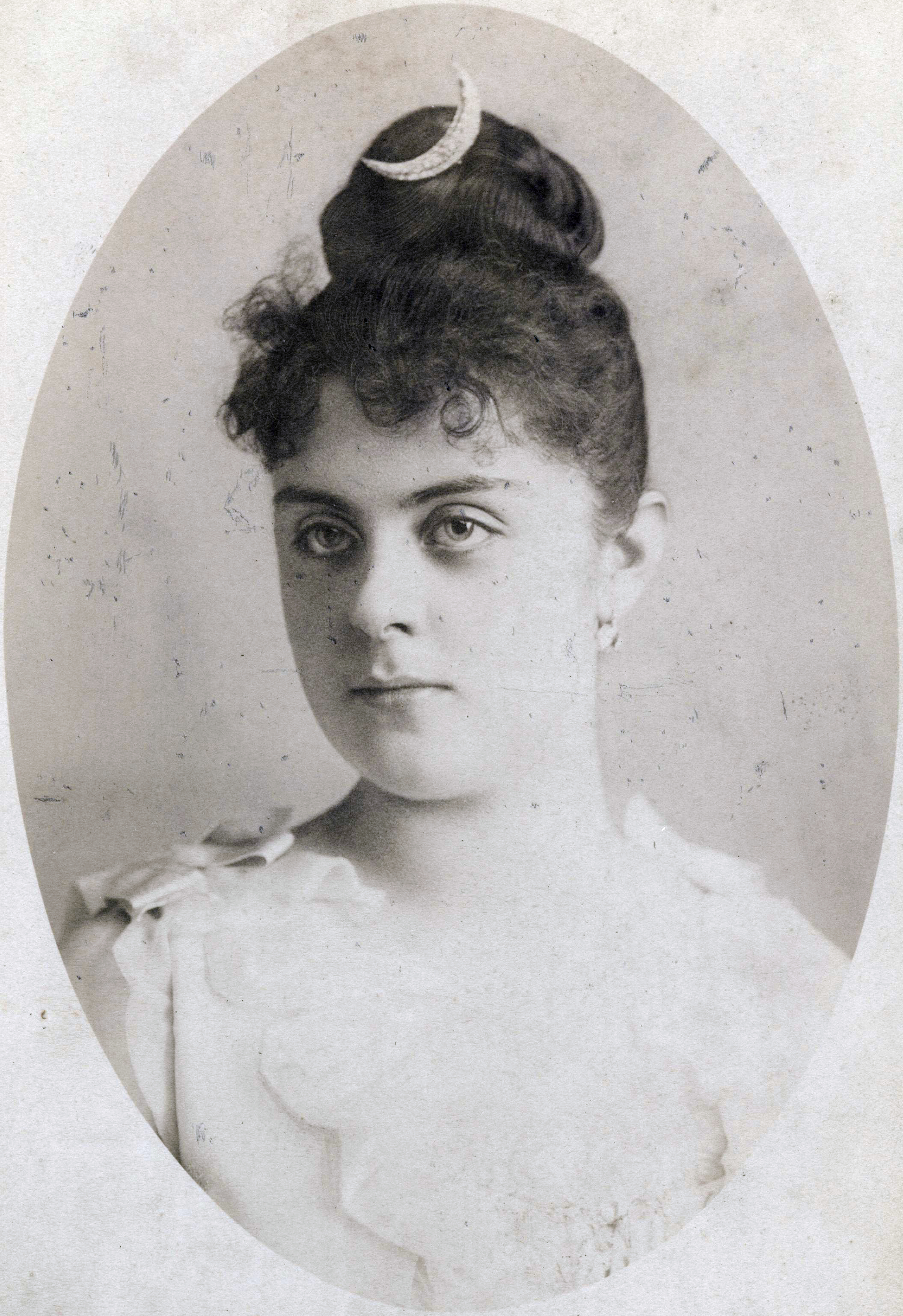
Mary Vetserová v roce 1888

Baronka Marie Alexandrine „Mary” von Vetsera (19. března 1871 Vídeň – 30. ledna 1889 Mayerling) byla rakouská šlechtična a milenka rakouského korunního prince Rudolfa Habsburského. Vetserová a korunní princ byli nalezeni mrtví na jeho loveckém zámečku v Mayerlingu 30. ledna 1889 po zjevné vraždě a sebevraždě.

## Životopis
Narodila se v neděli 19. března ve Vídni jako třetí dítě a druhá dcera diplomata Albina svobodného pána Vetsery (1825–1887) a Heleny rozené Baltazziové (1847–1925). Otec pocházel ze Slovenska, matka pocházela z italsko-anglicko-orientální rodiny. Marie měla tři sourozence: bratra Ladislause „Laciho“ (1865–1881), sestru Johannu „Hannu“ (1868–1901) a bratra Františka Albína „Feryho“ (1872–1915).
Od dětství se Marii začalo říkat Mary. Rodina bydlela v počátcích Maryina života na břehu Dunaje ve Vídni, později se však přestěhovala do luxusního paláce „Vetsera“. 
Rodina se snažila o společenský postup. Dcery byly vedeny, aby se v budoucnu provdaly do nejlepších rodin. Mary vyrůstala v přísné domácnosti pod tlakem nutnosti společensky stoupat a plnit sny své matky. Nejprve měla domácí učitele a později strávila nějaký čas v Ústavu pro výchovu šlechtičen v salesiánském klášteře. Když dosáhla plnoletosti, matka pořádala večírky a snažila se, aby byla pozvána ke dvoru a mohla tak najít pro své dcery toho nejlepšího manžela. Mary měla s matkou napjatý vztah, když se svěřila své přítelkyni, že „maminka mě nemá ráda.... Už odmalička se ke mně chová jako k něčemu, s čím hodlá co nejlépe naložit.”. Když bylo Mary deset let, její šestnáctiletý bratr Ladislaus se stal jednou z 386 obětí požáru ve vídeňském divadle Ringtheater.
V zimě roku 1887 odcestovala rodina Vetserových kvůli otcově nemoci do egyptské Káhiry, kde byl v roce 1887 na návštěvě. Během pobytu měla Mary údajný poměr s anglickým důstojníkem.

### Popis Mary
Maureen Alleenová, Maryina americká přítelkyně, prohlásila: „Baronesa vypadala rozkošně, měla ve společnosti velký úspěch, byla však velice vážná. Při jejím bezelstném chování jí člověk uvěřil, že lásku nebrala na lehkou váhu, ale prožívala ji, pokud to bylo třeba, hluboce vážně a tragicky.“
Baronesa Marie Nunzianta, majitelka vídeňského módního salonu, o Mary prohlásila: „Mary měla rozkošnou postavičku, něco tak sladkého jako její tělo si lze sotva představit. Její pleť měla snědý nádech, měla báječné svěží tvářičky, mandlové oči a černé vlasy. Člověk pociťoval radost, když se na ni mohl jen dívat.“
Dle Hermanna Swistuna, správce rodinné pozůstalosti, byla „tělesně poněkud vyzrálejší na svůj věk, s dokonalou postavou, malým ohrnutým nosíkem, drobnými rudými rty a její oči byly temně modré a neuvěřitelně velké.“

### Mary a Rudolf
V roce 1888, po smrti jejího otce, se Mary poprvé setkala s korunním princem Rudolfem, který byl o třináct let starší a ženatý. Rodina Vetserových se dostala do dvorských společenských kruhů skrze známost s hraběnkou Larischovou, která byla princovou sestřenicí. Mary a Rudolf se poprvé setkali 12. dubna 1888 na dostizích ve Freudenau. Kněžna Nora Fuggerová poznamenala, že „korunní princ zřejmě na Maryinu hru očí ihned přistoupil, z čehož se Mary zatočila hlava.“ Od tohoto dne se Rudolf stal centrem Mariina života, která na něj soustředila veškerý zájem. Rudolfovi poslala dopis, kde jej žádala o setkání. Následovaly tříměsíční tajné schůzky zorganizované hraběnkou Marií Larischovou. Mary byla do Rudolfa hluboce zamilovaná a možná si dokonce myslela, že představuje reálnou hrozbu pro manželku svého milence, korunní princeznu Stefanii (1864–1945). Rudolf mezitím udržoval dlouhodobý vztah s herečkou Mizzi Kasparovou (1864–1907). Právě Kasparové Rudolf poprvé navrhl sebevražedný pakt, na což ona reagovala smíchem. Později se obrátila na policii v obavách o bezpečnost následníka trůnu, ale byla propuštěna a bylo jí řečeno, aby se nevměšovala do císařských záležitostí.
Poté co Kasparová princův návrh odmítla, obrátil se svým plánem na Mary. Zatímco princ pravděpodobně jen nechtěl zemřít sám, Mary tyto plány zřejmě vnímala jako dramatické spojení zamilovaných. Napsala: „Kdybych mu mohla dát svůj život, ráda bych to udělala, neboť co pro mě znamená život?“. Ve svém dopise sestře na rozloučenou napsala: „Oba odcházíme blažení do nejistého záhrobí“. Dne 18. ledna 1889 sepsala svou závěť.

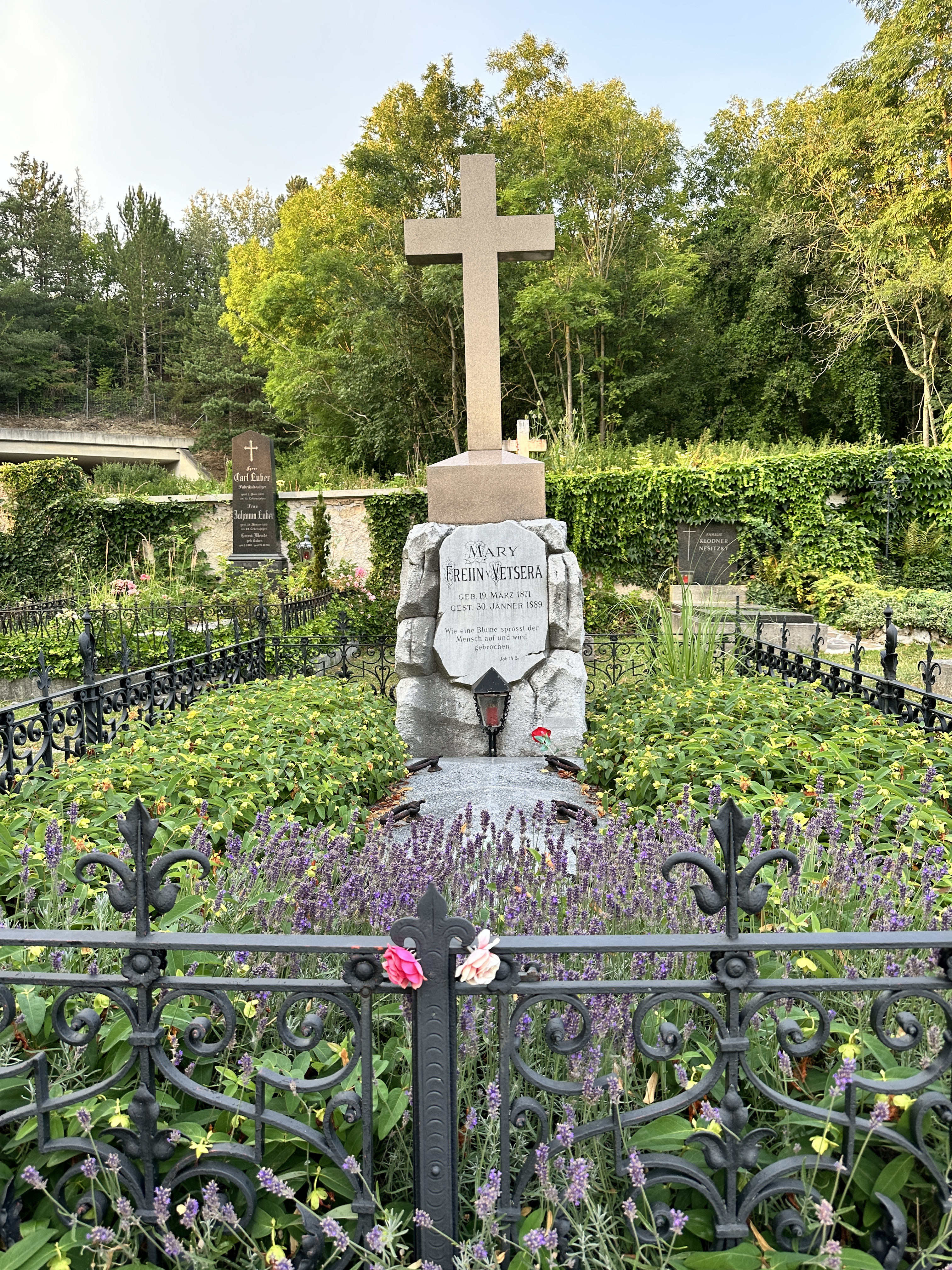
Hrob Mary Vetserové v Heiligenkreuzu poblíž Mayerlingu

## Smrt
Dne 28. ledna 1889 odjela za princem do loveckého zámku Mayerling. Ráno 30. ledna byla jejich těla nalezena v tratolišti krve. Rudolf pravděpodobně zastřelil nejprve Mary a poté sám sebe. Mary ještě nebylo osmnáct let.
Její tělo bylo v noci ze 31. ledna na 1. února převezeno a tajně pohřbeno na hřbitově v Heiligenkreuzu. Vše proběhlo v utajení, protože císařská rodina stála mimo zákon. Pro Mary byl zhotoven falešný protokol o ohledání mrtvé, v němž byla kvalifikována jako sebevražednice. O skutečnosti, že korunní princ nezemřel sám, se dvůr nikdy nezmínil. Pro jeho čin se objednalo lékařské doznání, které mělo potvrdit, že Rudolf jednal v pomatení smyslů.

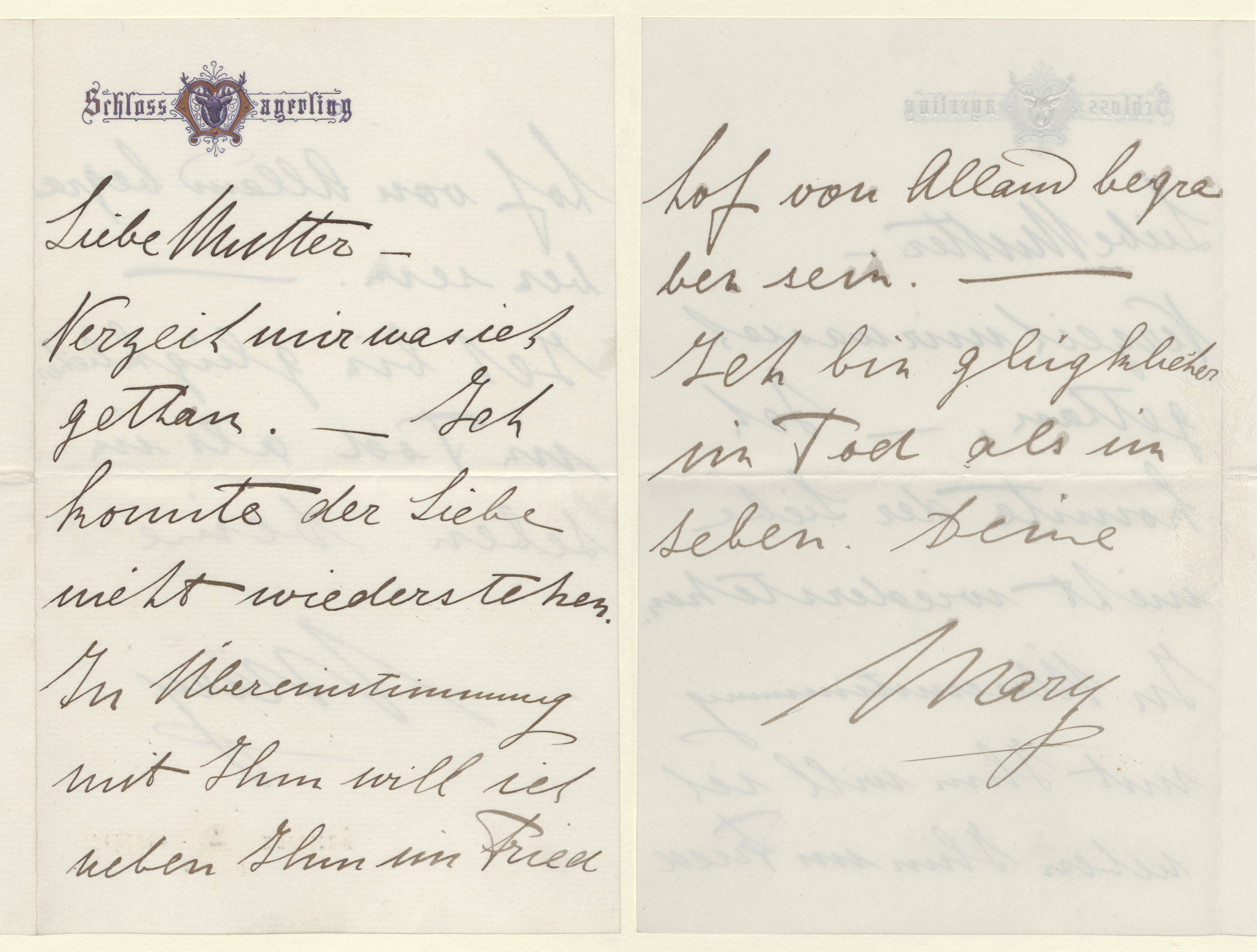
Dopis na rozloučenou matce

Mary byla jako sebevražednice pohřbena v dřevěné rakvi v „koutě sebevrahů”. Dne 16. května 1889 bylo její tělo přeneseno do mezitím zřízené hrobky a přesunuto do měděné rakve. V roce 1945 se u hřbitova utábořili vojáci Rudé armády, kteří násilím otevřeli a vyrabovali několik krypt, včetně hrobu Mary Vetserové. K renovaci hrobu došlo až v roce 1959, kdy byly ostatky přeneseny jinam. V roce 1988 byla stanovena vyšetřovací komise a postup se zájmem prozkoumat kosterní pozůstatky. Pokus však ztroskotal, poté co se zprávy chytil bulvární tisk.
V roce 1991 byly Maryiny ostatky narušeny znovu, tentokrát Helmutem Flatzelsteinerem, lineckým obchodníkem s nábytkem posedlým Incidenem v Mayerlingu, který je na své náklady odvezl k soudnímu zkoumání, jež se uskutečnilo v únoru 1993. Flatzelsteiner znalcům sdělil, že ostatky patří příbuznému zabitému před 100 lety, který mohl být střelen do hlavy nebo ubodán. Jeden ze znalců se domníval, že by to mohlo být možné, ale vzhledem k tomu, že lebka byla ve stavu pokročilého rozkladu, nebylo to možné potvrdit. Další znalci potvrdili přítomnost zbytků kulky a také to, že vlasy byly spálené od výstřelu. Když se Flatzelsteiner obrátil na novináře, aby prodal příběh i kostru, vložila se do případu policie. Flatzelsteiner se přiznal a vydal ostatky, které byly odeslány k dalšímu zkoumání do Lékařského ústavu ve Vídni. Soudní znalci zjistili, že kosti jsou skutečně 100 let staré a patří mladé ženě ve věku kolem 20 let, ale protože chyběla část lebky, nebylo možné určit, zda v ní někdy byla díra po kulce. Dne 28. října 1993 byly ostatky Mary Vetserové znovu pohřbeny.
Rakouská národní knihovna získala 31. července 2015 kopie Maryiných dopisů na rozloučenou matce a dalším členům rodiny, které byly nalezeny v bankovní bezpečnostní schránce, kam byly uloženy v roce 1926. Byly napsány v Mayerlingu krátce před smrtí a jasně uvádějí, že se Mary chystala zemřít po boku Rudolfa z lásky k němu. V roce 2016 byly zpřístupněny badatelům a vystaveny veřejnosti.

## V kultuře
Její životní příběh byl také několikrát zfilmován, v roce 1957 si její postavu zahrála Audrey Hepburnová ve filmu Mayerling a v roce 1968 ve stejnojmenném filmu Catherine Deneuve.